# 小田政治
小田 政治（おだ まさはる）是常陸的戰國大名。小田氏第14代当主。小田氏的中興之祖，引開了小田氏戰國大名化的步伐，構造了小田氏的最盛期。

## 生涯
明應元年（1492年），作為堀越公方・足利政知之子出生。由於父·政知在前一年死去，即在父親死候出生的，因此，他是室町幕府第11代将軍・足利義澄的弟弟。但是，『小田事蹟』中卻記載是小田氏第13代当主・小田成治的實子（三男）。
永正11年（1514年），成治死後繼承家督成為14代當主。
古河公方内紛時與宇都宮成綱・忠綱、結城政朝一起支持足利高基，並與支持足利政氏的佐竹義舜、小山成長、岩城常隆・由隆、白河顯賴等大名對立。
最後，高基在戰勝父・政氏成為古河公方的時候，開始恐懼関東南部急劇擴張的後北條氏，因此將妹妹嫁給了佐竹義篤，並因此強化了與佐竹氏的關係。
享禄4年（1531年），石崗城之戰擊破江戶氏。天文6年（1537年）與多賀谷氏同盟和结城政胜交戰戰敗。一方面和古河公方足利家，另一方面也於多方面敵勢力交戰，擴大了小田氏的勢力。天文14年（1545年）河越城之戰跟隨足利晴氏戰敗，政治晩年的小田氏開始衰退。
天文17年（1548年）7月22日去世，享年57歲，之後由嫡子小田氏治繼承家督｡

## 脚注
1. ↑  黒田基樹「常陸小田氏治の基礎的研究－発給文書の検討を中心として－」（『国史学』166号、1998年）